# Deportivo Cartagena Guanacaste
El Deportivo Cartagena-Guanacaste Sociedad Anónima Deportiva  fue un club que fue el antecesor de la Asociación Deportiva Cartagena aunque desapareció parcialmente en el 2015.

## Actualidad
El club en sí desapareció en su parcial totalidad, ya que su nombre fue alquilado a Jicaral, y este club la devolvió a la temporada siguiente porque la escuadra jicaraleña adquirió la franquicia del Alajuela Junior. Al darse esto, don Gerardo Brenes decidió devolver al equipo de Cartagena bajo la modalidad de sociedad anónima deportiva, aunque tuvo muchos traspiés porque en sus inicios, tuvo problemas con la administración del Polideportivo de Cartagena, el cual hizo que el club se trasladara al Estadio Cacique Diriá, aunque, también hubo problemas con la administración de éste inmueble, el cual hizo que el equipo se trasladara al Estadio Municipal de Carrillo para finalizar la temporada.
Hoy en día, la franquicia del equipo de Cartagena, fue trasladada a la localidad de San Ramón de Alajuela, bajo los colores de la escuadra poeta, llamada Municipal San Ramón, aunque, el club ramonense, adquirió dicha franquicia en opción de compra, y aún ante la FEDEFUTBOL y LIASCE, mantiene el nombre legal de Cartagena.
- Datos: Q20994041